# Sternotomie
Als (longitudinale) Sternotomie wird in der chirurgischen Fachsprache die Längsdurchtrennung des Brustbeins (Sternum) bezeichnet.

## Indikation
Die partielle oder totale Sternotomie wird als Zugangsweg für Operationen an den Organen des Mediastinums (Mittelfell) eingesetzt. Beispiele sind Operationen am offenen Herzen, Anlage von aortokoronaren Bypässen, Herztransplantationen, Tumoren der Thymusdrüse (sehr selten). In Ausnahmefällen ist die partielle Sternotomie auch zur Operation sehr großer retrosternaler Strumen erforderlich (→ Strumaresektion, Thyreoidektomie).
Es wird ein Längsschnitt über dem Brustbein durchgeführt. Dabei werden Haut und Unterhautfettgewebe durchtrennt. Eine lokale Blutstillung erfolgt, mittels Elektrokauter wird bis auf die Knochenhaut des Sternums präpariert. Von oben (Jugulum) und von unten (Processus xiphoideus) wird das Sternum mit dem Finger stumpf unterfahren und das lockere Bindegewebe an der Rückseite dadurch abgedrängt. Mit einer oszillierenden Säge oder einer speziellen Stichsäge wird das Sternum mittig längs getrennt. Der Brustkorb kann dann nahezu beliebig breit mittels eines Spreizers eröffnet werden.
Zur partiellen Sternotomie, z. B. für die retrosternale Struma, wird das Sternum nur bis zum zweiten oder dritten Zwischenrippenraum längs und dann zur entsprechenden Seite hin quer durchtrennt.

## Verschluss
Im Allgemeinen erfolgt der Verschluss des Sternums mittels kräftiger, durch die Zwischenrippenräume geführter Drahtschlingen („Drahtcerclagen“), nachdem im Mediastinum Drainagen eingelegt wurden.

## Risiken und Komplikationen
Spezifische Komplikationsmöglichkeiten der Sternotomie sind
- Pneumothorax
- Mediastinitis
- Wundheilungsstörungen mit Osteomyelitis des Sternums und Instabilität

## Animation
- Sternotomie - Operativer Eingriff an der Mitralklappe